# Abtei Saint-Maurice de Blasimon

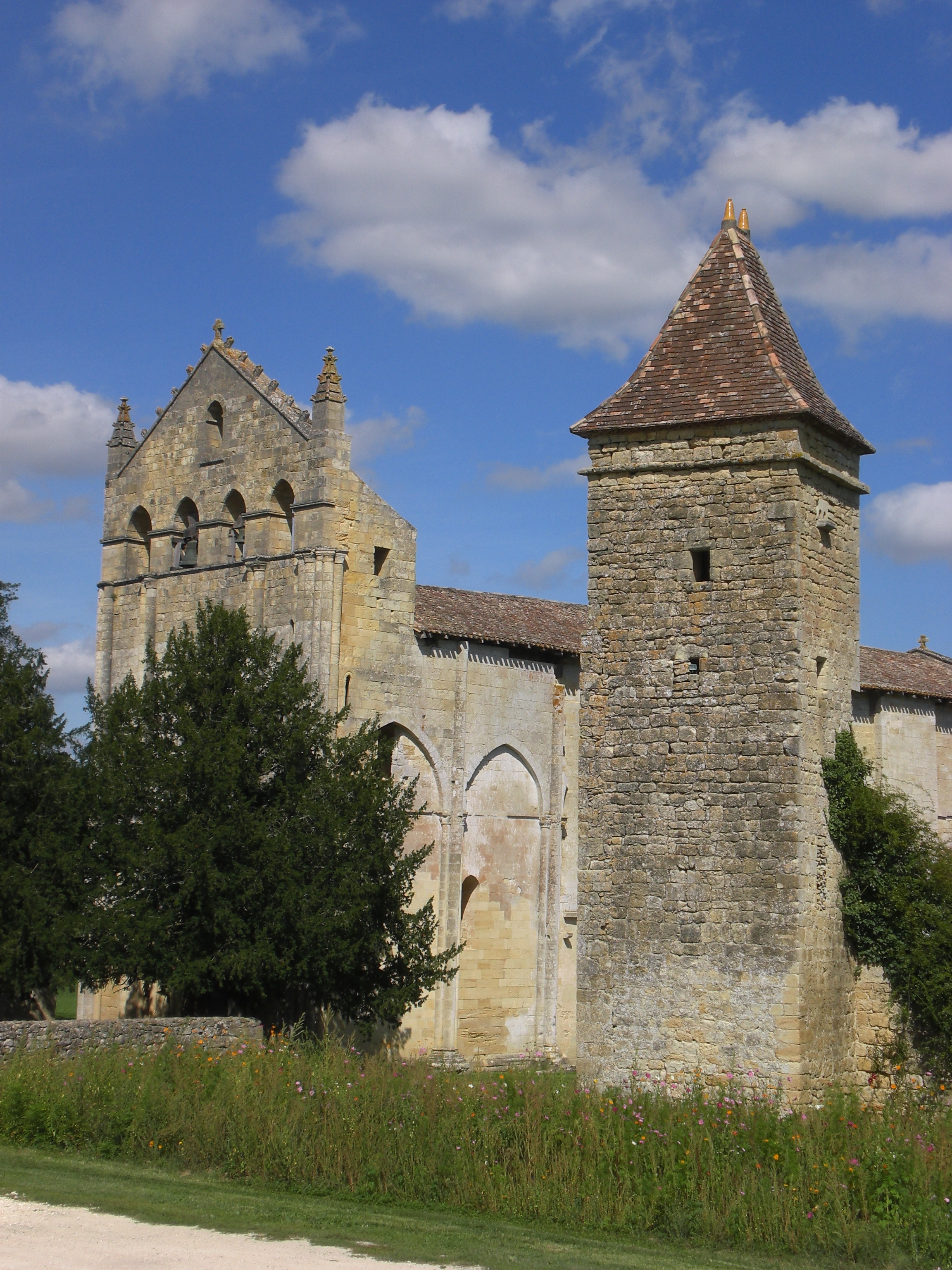
Westseite der Abtei St Maurice de Blasimon

Die Abtei Saint-Maurice de Blasimon (französisch Abbaye de Saint-Maurice de Blasimon) ist ein bedeutendes Bauwerk des ausgehenden Frühmittelalters in Aquitanien. Die ehemalige Benediktinerabtei war befestigt und hatte wehrhaften Charakter. Die Abteikirche und ein frei stehender Wehrturm sind noch vollständig erhalten, während der Kreuzgang, der Kapitelsaal, Wohn- und Arbeitsräume sowie die Umfassungsmauer nur noch rudimentär vorhanden sind. Die Anlage steht seit 1925 unter Denkmalschutz.

## Geschichte
Der Gründung der Abtei liegt eine Legende zugrunde: Man begann mit den Bauarbeiten auf dem Gelände einer alten Burg auf der Spitze eines Bergsporns. Nach jedem Arbeitstag war am nächsten Morgen wieder die ganze Arbeit zerstört. Der Vorarbeiter war entmutigt, schließlich weinte er und rief: „Wo mein Hammer fällt, wird die Abtei gebaut werden“. So errichtete man die Abtei an ihrem heutigen Platz unterhalb des Hügels an einer sumpfigen Stelle. Dort kommen die Wasser des Flusses Gamage und des Baches Tinton zusammen. :Seite 2
Nach dem Kapitelbuch, das sich heute in La Réole befindet, war die Abtei eine Stiftung von Saint-Jean d'Angely und stammt aus dem 10. Jahrhundert. Die alte Stiftungsurkunde, die bei Renovierungen entdeckt wurde, stand unter der Schirmherrschaft von St. Mauritius (Saint-Maurice). Nach Überlieferungen wurden Gottesdienste in der Region bereits im fünften Jahrhundert abgehalten, was die Hypothese bestätigen würde, dass das Kloster wesentlich älter als der heute noch verbliebene Baukörper ist.
Ein erster Bau muss bereits im 10. oder 11. Jahrhundert existiert haben, aber entweder nicht fertiggestellt worden, oder verfallen sein. 1150 wurde die Fassade wieder aufgebaut, aber die Renovierungsarbeiten wurden unterbrochen und erst zum Ende des 12. Jahrhunderts wieder aufgenommen. Ab 1166 war das Anwesen in Besitz der Abtei von La Sauve-Majeure. Seit dem 16. Jahrhundert wurde der Komplex nicht mehr als Kloster benutzt.

## Abteikirche

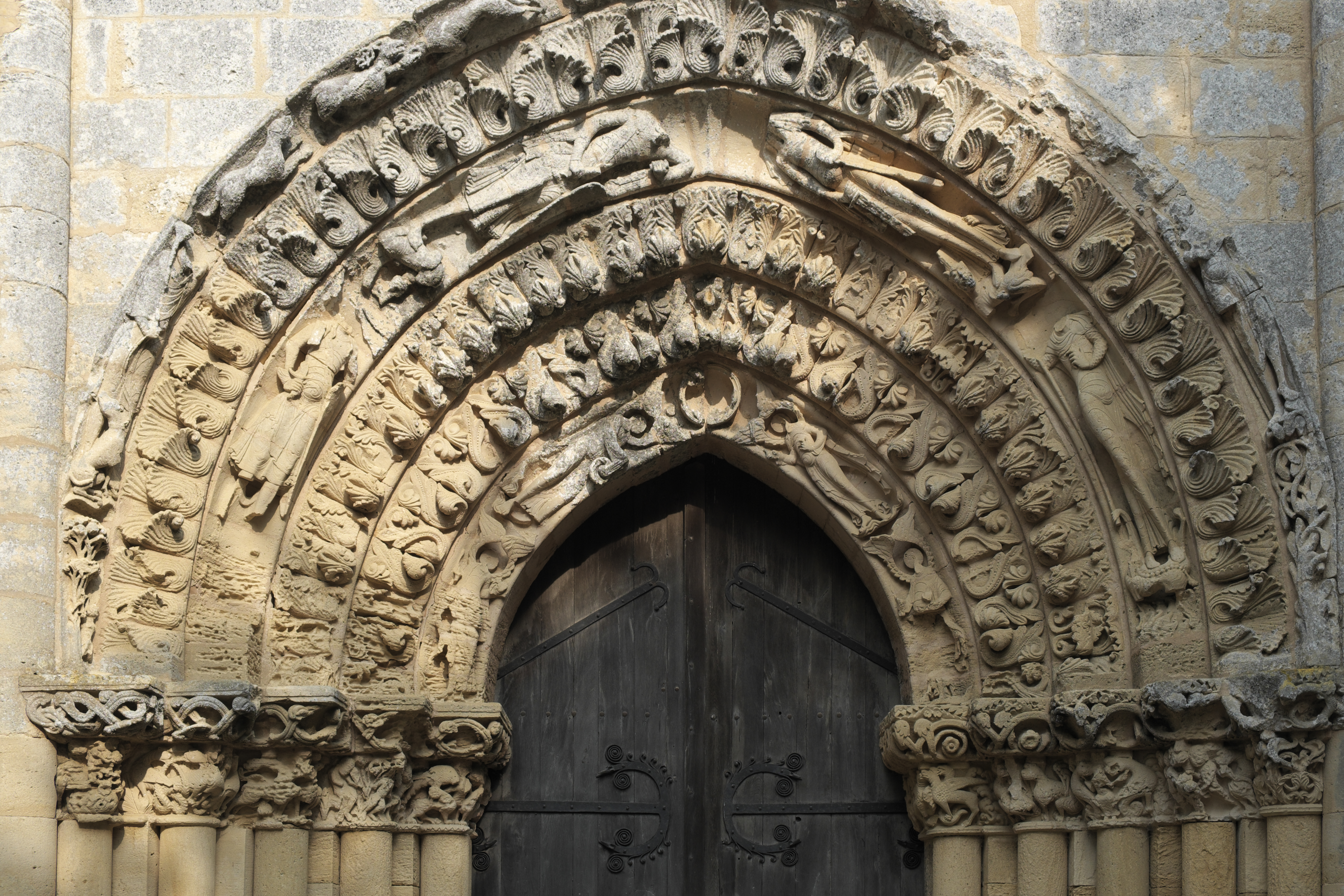
Bögen des Eingangsportals

Die Kirche Saint-Nicolas wie sie heute existiert stammt aus dem 12. und 13. Jahrhundert und vereint harmonisch romanische und gotische Stilelemente. Lediglich die beiden Schwibbögen am Portal der Nord- und in der Mitte der Südwand sind aus dem 20. Jahrhundert.

### Portal
Am Hauptportal der Kirche findet sich ein reich gestalteter Figurenbogen, der in der Zeit der Regentschaft Louis VII (1137–1165), genauer wahrscheinlich zwischen 1140 und 1165 entstanden sein dürfte. Die Skulpturen in den Bögen des Eingangsportals gegen Westen sind sechsfach gegliedert.
Im äußersten Bogen sieht man Jagdszenen sowie ganz rechts unten den Baum der Erkenntnis. Der zweite Bogen enthält allegorische Palmettenblätter.
Im dritten Bogen wird gezeigt, wie die Tugenden die Laster töten: In gerader Linie stehen vier Tugenden übereinander auf vier monsterartigen Wesen, die die Laster darstellen sollen. Diese sind der Zorn, die Wollust, der Hochmut und die Zwietracht. Eine der Tugenden drückt mit beiden Händen einen Speer in den Körper eines Monsters, die beiden anderen können einfacher siegen, sie erstechen als Dankeschön die Verlierer mit der Spitze ihres Schwertes oder Speers. Der Hintere sticht mit seinem Schwert bis in die Scheide. Die Namen der Charaktere sind nicht im Mauerwerk notiert, lassen sich aber kongruent erschließen. Die Köpfe wurden während der Französischen Revolution abgeschlagen.
Während der vierte und fünfte Bogen wieder Palmblattgirlanden aufweisen, ist im innersten, dem sechsten Bogen eine Schar von Engeln abgebildet, die von Lämmern verehrt werden.
Alle Elemente sind mit großer Eleganz und viel Finesse gestaltet und erstaunlich gut erhalten.
Direkt unter den Bögen befinden sich nicht weniger üppig gestaltete Kapitelle, die auf Dorischen Säulen ruhen, die wiederum auf Stylobaten fußen. Die bewegten Szenen stellen Menschen und Tiere dar. :Seite 8

### Kircheninneres

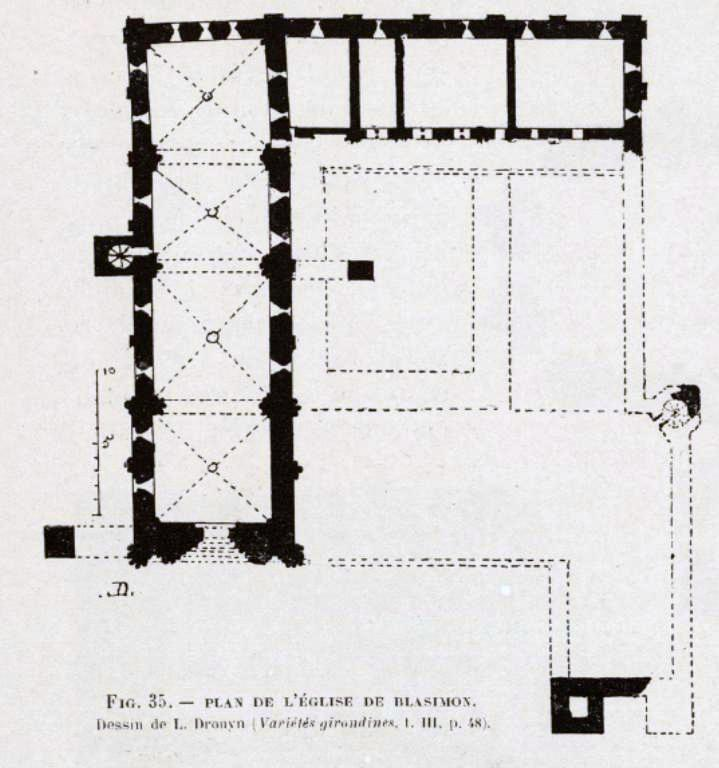
Lageplan der Abtei Saint-Maurice nach Léo Drouyn.

Das Kirchenschiff besteht aus vier Jochen. Der Chor (erstes Joch) wurde im 19. Jahrhundert restauriert. Die Originalgestaltung ist daher nicht erhalten. Auch die Fenster sind aus dieser Zeit. Das Südfenster zum Kreuzgang hin ist hingegen noch im Originalzustand erhalten. Außerdem sind dort zwei Schießscharten. Die Fenster und Strebepfeiler im zweiten Joch sind erhalten geblieben, wie sie im 12. Jahrhundert erbaut wurden. Im dritten Joch sind im unteren Bereich noch Reste anderer Steine zu erkennen, die von anderen Stellen hier Wiederverwendung fanden. Im Gewölbe gibt es eine Besonderheit: Die Abzweigung des ersten Bogens aus dem zwölften Jahrhundert bis in das zweite Joch. Die Arbeit muss an dieser Stelle eine Zeitlang unterbrochen gewesen sein, wahrscheinlich bis zum Ende des 12. Jahrhunderts. Die Basis eines Strebepfeilers an der Nordwand, der die beiden Fenster trennt, wurde bereits im 13. Jahrhundert erneuert.
Das vierte Joch (Westseite), mit dem der Kirchenbau im 13. Jahrhundert seinen Abschluss fand, wurde zusammen mit der reichhaltig ausgestatteten Fassade gebaut. Mit über zwei Metern Mauerstärke ist die Westfront ungewöhnlich massiv gehalten; offensichtlich befürchtete man damals bereits statische Probleme, die mit dem Bau der beiden Schwibbögen Ende des 19./ Anfang des 20. Jahrhunderts endgültig beseitigt wurden. :Seite 4

## Turm und Befestigung
Die Südseite der Abtei wurde von einer befestigten Mauer umgeben, deren Entstehungszeit nicht näher bekannt ist. Die Mauer führte zu einem runden Turm mit einer Wendeltreppe, sichtbar in der südwestlichen Ecke. Ein viereckiger Turm, der mit Schießscharten versehen ist, wurde in der Neuzeit im oberen Teil zu einem Taubenschlag verwandelt. :Seite 4